# Nie milcz
Nie milcz! (tytuł oryginalny: Të mos heshtësh) – albański film fabularny z roku 1985 w reżyserii Spartaka Pecaniego.

## Opis fabuły
Silvi jest młodą kobietą, osiągającą pierwsze sukcesy sportowe. Jej mąż ginie w wypadku. Załamana Silvi początkowo nie potrafi normalnie funkcjonować po jej śmierci. Jednak z czasem odnajduje nowe uczucie. Pewnego dnia odkrywa, że Ardi – mężczyzna, z którym jest związana współpracuje z ludźmi, którzy dokonali napadu na jedno z przedsiębiorstw państwowych. Po długim wahaniu decyduje się wydać Ardiego w ręce milicji.
Film realizowano w Tiranie.

## Obsada
- Matilda Makoçi jako Silvi
- Luiza Hajati jako Bardha
- Sheri Mita jako ojciec
- Gëzim Rudi jako Luli
- Ndriçim Xhepa jako Ardi
- Marta Buda jako emerytka
- Fitnete Tiço jako matka Silvi
- Merita Çoçoli
- Kastriot Çollaku
- Donald Kokona